# Derby de l'Est algérien
Le Derby de l'Est algérien (surnommé aussi le Big Derby de l’Est,, le Grand derby de l'Est,,)  est une rencontre de football en Algérie opposant le Club Sportif Constantinois et l'Entente sportive de Sétif.
Le CS Constantine représente la capitale du l'Est de algérien, tandis que l'ES Sétif, représente la capitale des Hauts Plateaux,.
C'est le match le plus joué de l'histoire du championnat algérien (Ligue 1) entre deux clubs de l'Est algérien. Il s'agit de l'un des plus chaud derby en Algérie, entre les deux meilleures équipes du moment de l'Est. Ce sont les deux clubs de l'Est qui ont disputé le plus grand nombre de saisons en première division algérienne.

## Historique et origines de la rivalité
La première rencontres en Ligue 1 entre les deux clubs remonte à 1970, lors de la 7e édition du  championnat algérien, les deux équipes ne se sont rencontrées qu'en une seule saison en Ligue 2.
La rivalité entre ces deux clubs (qui sont parmi les clubs les plus populaires d'Algérie,), est une rivalité géographique (derby), renforcée par leur résultats sportifs (rivalité sportive) et les confrontations anciennes et fréquentes.

### Rivalité géographique
Depuis l'indépendance de l'Algérie en 1962, et jusqu'en 1983 les deux provinces Constantine et Sétif sont deux provinces géographiquement voisines.
Aujourd'hui la province de Mila sépare les deux provinces. La distance entre la province de Constantine et de Sétif est inférieure à 70 kilomètres, les villes de Constantine et Sétif sont distantes de 127 kilomètres, .

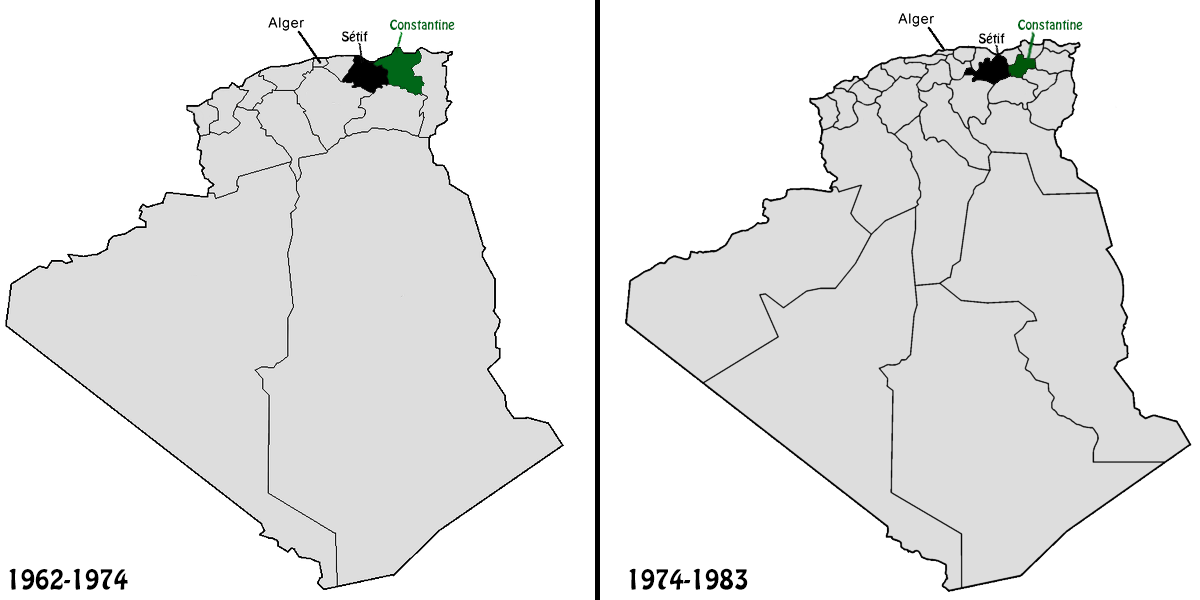
Départements puis wilayas (Constantine et Sétif) 1962-1983

### Rivalité sportive
Malgré la supériorité de l'ESS au niveau des titres obtenus, les confrontations entre les deux grands clubs de l'est du pays sont équilibrées.
Voici quelques résultats sportifs (records) qui illustrent la supériorité des deux clubs dans l'Est algérien:
- Le CS Constantine et l'ES Sétif sont les deux clubs les plus participants en championnat d'Algérie (Ligue1).
- Le CS Constantine et l'ES Sétif sont les deux clubs les plus titrés en championnat d'Algérie (8X ESS et 2X CSC)[13].
- Le CS Constantine et l'ES Sétif sont les seuls clubs arrivent à gagner le titre du championnat d'Algérie, (après le professionnalisme en 2010)[14].
- Le CS Constantine et l'ES Sétif ont les plus grandes séries de sans défaite (en une saison) en championnat d'Algérie, (CSC: 16 matchs, ESS: 10 matchs).
- Le CS Constantine et l'ES Sétif ont les plus grandes séries de sans défaite (sur deux saisons cumulées) en championnat d'Algérie, (CSC: 26 matchs, ESS: 17 matchs)[15].
- Le CS Constantine et l'ES Sétif sont les seuls clubs qui n'ont pas relégué en ligue 2, depuis 2011.
- Le CS Constantine et l'ES Sétif sont les deux clubs les plus participants en compétitions africaines (15X ESS et 4X CSC).
- Le CS Constantine et l'ES Sétif ont les plus grandes nombres des victoires dans les compétitions africaines.
- Le CS Constantine et l'ES Sétif ont les plus grandes nombres des victoires dans la Ligue des champions de la CAF.

En plus d'un record algérien, partagé par les deux clubs:
- Le CS Constantine et l'ES Sétif sont les seuls clubs algériens arrivent à réaliser trois victoires consécutifs à l’extérieur du pays dans la Ligue des champions.

## Stades
Voici la liste des stades qui ont accueilli le Grand Derby de l'Est, depuis 1970, en championnat d'Algérie:
- Stade Ben Abdelmalek Ramdane, Constantine.
- Stade Chahid-Hamlaoui, Constantine.
- Stade du 8-Mai-1945, Sétif.
- Stade Mohamed Guessab, Sétif.
- Stade Abed-Hamdani, El Khroub, Constantine.

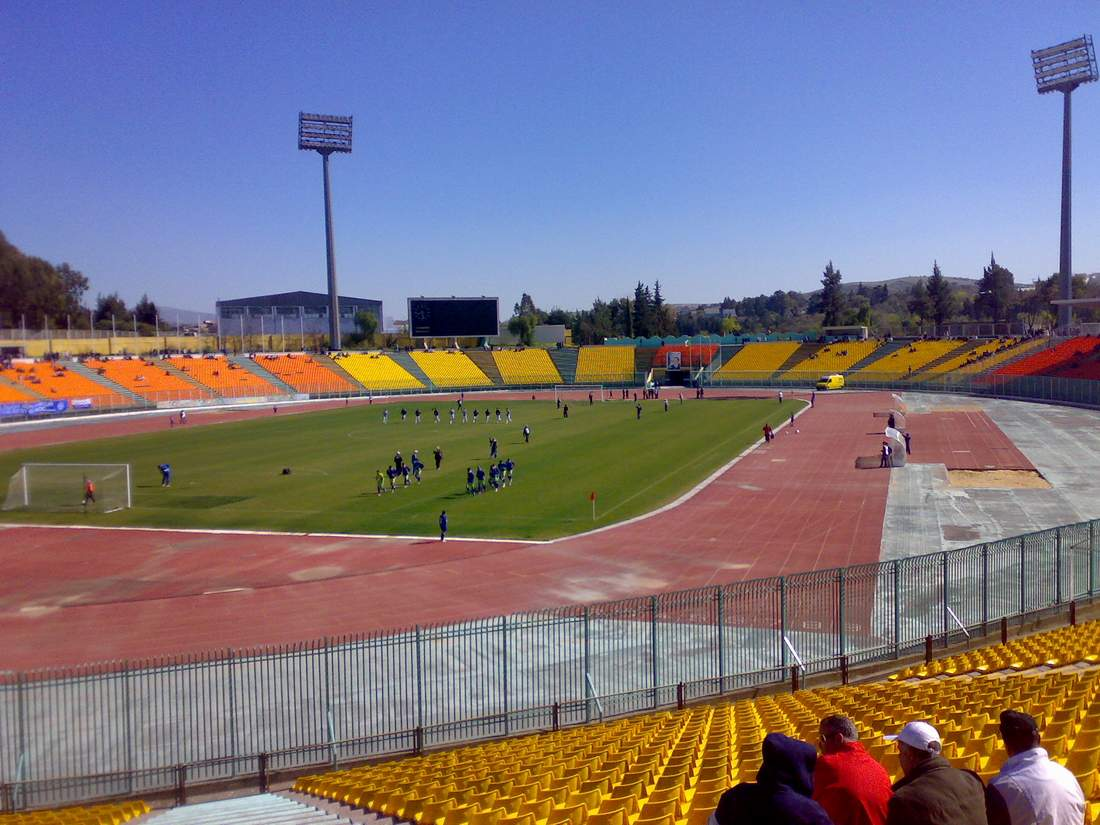
Stade Chahid-Hamlaoui
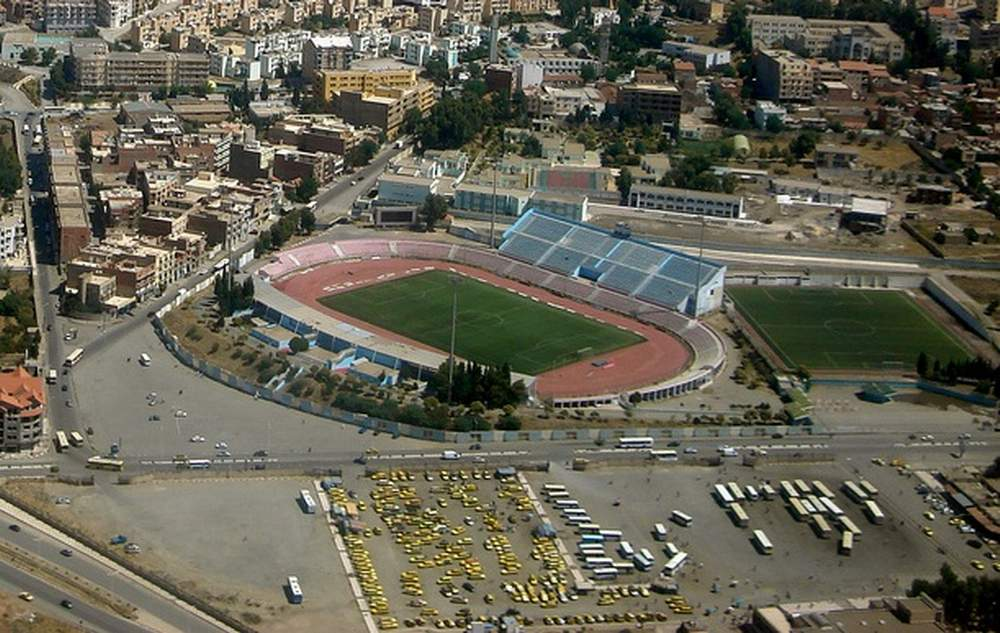
Stade du 8-Mai-1945

## Match par Match
Ligue 1:
| N°  | Saison    | Rencontre                 | Lieu                         | Score   | Buteurs                                                                                               | Référence |
| --- | --------- | ------------------------- | ---------------------------- | ------- | --- | --------- |
| 1re | 1970-1971 | ES Sétif - CS Constantine | Stade Mohamed Guessab        | 2 - 1   | - |           |
| 2e  | 1970-1971 | CS Constantine - ES Sétif | Stade Ben Abdelmalek         | 2 - 1   | Salhi (I) 12e / ? 44e, ? 87e                                                                          |           |
| 3e  | 1971-1972 | CS Constantine - ES Sétif | Stade Ben Abdelmalek         | 2 - 0   | |           |
| 4e  | 1971-1972 | ES Sétif - CS Constantine | Stade Mohamed Guessab        | 2 - 1   | - |           |
| 5e  | 1972-1973 | CS Constantine - ES Sétif | Stade Ben Abdelmalek         | 1 - 1   | |           |
| 6e  | 1972-1973 | ES Sétif - CS Constantine | Stade du 8-Mai-1945          | 3 - 0   | - |           |
| 7e  | 1977-1978 | ES Sétif - CS Constantine | Stade du 8-Mai-1945          | 6 - 2   | |           |
| 8e  | 1977-1978 | CS Constantine - ES Sétif | Stade Chahid-Hamlaoui        | 0 - 0   | - |           |
| 9e  | 1978-1979 | CS Constantine - ES Sétif | Stade Chahid-Hamlaoui        | 2 - 0   | |           |
| 10e | 1978-1979 | ES Sétif - CS Constantine | Stade du 8-Mai-1945          | 1 - 1   | - |           |
| 11e | 1986-1987 | CS Constantine - ES Sétif | Stade Chahid-Hamlaoui        | 0 - 0   | | Source    |
| 12e | 1986-1987 | ES Sétif - CS Constantine | Stade du 8-Mai-1945          | 3 - 0*  | Sur tapis vert                                                                                        | Source    |
| 13e | 1990-1991 | ES Sétif - CS Constantine | Stade du 8-Mai-1945          | 1 - 0   | Doudou 63e                                                                                            | Source    |
| 14e | 1990-1991 | CS Constantine - ES Sétif | Stade Chahid-Hamlaoui        | 4 - 0   | - | Source    |
| 15e | 1998-1999 | ES Sétif - CS Constantine | Stade du 8-Mai-1945          | 2 - 1   | Mehellel 72e 81e / Hanachi 49e                                                                        | Source    |
| 16e | 1998-1999 | CS Constantine - ES Sétif | Stade Chahid-Hamlaoui        | 2 - 1   | Fellahi 16e Zouani 88e / Ayad 90e                                                                     | Source    |
| 17e | 2000-2001 | CS Constantine - ES Sétif | Stade Chahid-Hamlaoui        | 1 - 1   | Saker 89e / Bourahli 50e                                                                              | Source    |
| 18e | 2000-2001 | ES Sétif - CS Constantine | Stade du 8-Mai-1945          | 0 - 0   | / | Source    |
| 19e | 2004-2005 | CS Constantine - ES Sétif | Stade Chahid-Hamlaoui        | 2 - 0   | Fenier 53e, Ouachem 68e                                                                               | Rapport   |
| 20e | 2004-2005 | ES Sétif - CS Constantine | Stade du 8-Mai-1945          | 0 - 1   | Amroune 45e                                                                                           | Rapport   |
| 21e | 2005-2006 | CS Constantine - ES Sétif | Stade Chahid-Hamlaoui        | 1 - 0   | Djabelkhir 54e                                                                                        | Rapport   |
| 22e | 2005-2006 | ES Sétif - CS Constantine | Stade du 8-Mai-1945          | 2 - 0   | Issaad Bourahli 67e 83e                                                                               | Rapport   |
| 23e | 2011-2012 | CS Constantine - ES Sétif | Stade Chahid-Hamlaoui        | 3 - 2   | Efosa 11e, Dahmane 53e 54e / Aoudia 67e 76e                                                           | Rapport   |
| 24e | 2011-2012 | ES Sétif - CS Constantine | Stade du 8-Mai-1945          | 4 - 2   | Lemaici 50e (csc), Benmoussa 62e (pen.), Djabou 70e, Cyril Ndaney 82e / Dahmane 34e, F. Bouguerra 90e | Rapport   |
| 25e | 2012-2013 | CS Constantine - ES Sétif | Stade Chahid-Hamlaoui        | 0 - 0   | - | Rapport   |
| 26e | 2012-2013 | ES Sétif - CS Constantine | Stade du 8-Mai-1945          | 1 - 3   | Aoudia 45+2e / Belakhdar 13e 63e, Bezzaz 64e                                                          | Rapport   |
| 27e | 2013-2014 | ES Sétif - CS Constantine | Stade du 8-Mai-1945          | 1 - 1   | Djahnit 25e / Naït Yahia 39e                                                                          | Rapport   |
| 28e | 2013-2014 | CS Constantine - ES Sétif | Stade Chahid-Hamlaoui        | 2 - 1   | Zerdab 23e, Henaini 90e / Gourmi 76e (pen.)                                                           | Rapport   |
| 29e | 2014-2015 | CS Constantine - ES Sétif | Stade Chahid-Hamlaoui        | 1 - 2   | Boulemdaïs 38e / Djahnit 19e, Gasmi 78e (pen.)                                                        | Rapport   |
| 30e | 2014-2015 | ES Sétif - CS Constantine | Stade du 8-Mai-1945          | 2 - 0   | Benyettou 32e, Dagoulou 44e                                                                           | Rapport   |
| 31e | 2015-2016 | ES Sétif - CS Constantine | Stade du 8-Mai-1945          | 2 - 1   | Kourbia 37e, Benyettou 60e / Koné 19e                                                                 | Rapport   |
| 32e | 2015-2016 | CS Constantine - ES Sétif | Stade Chahid-Hamlaoui        | 1 - 0   | Sameur 46e                                                                                            | Rapport   |
| 33e | 2016-2017 | CS Constantine - ES Sétif | Stade Chahid-Hamlaoui        | 2 - 2   | Meghni 24e 45e / Nadji 41e (pen.), Djahnit 73e                                                        | Rapport   |
| 34e | 2016-2017 | ES Sétif - CS Constantine | Stade du 8-Mai-1945          | 1 - 0   | Amokrane 78e                                                                                          | Rapport   |
| 35e | 2017-2018 | CS Constantine - ES Sétif | Stade Chahid-Hamlaoui        | 2 - 1   | Abid 89e, Arroussi 90+1e / Benayada 55e (csc)                                                         | Rapport   |
| 36e | 2017-2018 | ES Sétif - CS Constantine | Stade du 8-Mai-1945          | 1 - 0   | Haddouche 34e                                                                                         | Rapport   |
| 37e | 2018-2019 | ES Sétif - CS Constantine | Stade du 8-Mai-1945          | 2 - 0   | Rebiaï 49e 61e                                                                                        | Rapport   |
| 38e | 2018-2019 | CS Constantine - ES Sétif | Stade Chahid-Hamlaoui        | 1 - 1   | Djabout 64e / Bakir 80e                                                                               | Rapport   |
| 39e | 2019-2020 | CS Constantine - ES Sétif | Stade Chahid-Hamlaoui        | 3 - 1   | Abid 38e (pen.) 58e, Belkacemi 49e / Ghacha 56e                                                       | Rapport   |
| 40e | 2019-2020 | ES Sétif - CS Constantine | Stade du 8-Mai-1945          | Annulé  | |           |
| 40e | 2020-2021 | CS Constantine - ES Sétif | Stade Abed-Hamdani           | 0 - 1\| | Ahmed Kendouci 17e                                                                                    | Rapport   |
| 41e | 2020-2021 | ES Sétif - CS Constantine | Stade du 8-Mai-1945          | 1 - 0\| | Ahmed Kendouci 58e                                                                                    | Rapport   |
| 42e | 2021-2022 | ES Sétif - CS Constantine | Stade du 8-Mai-1945          | 1 - 0   | Zoubir Motrani 24e                                                                                    | Rapport   |
| 43e | 2021-2022 | CS Constantine - ES Sétif | Stade Ben Abdelmalek Ramdane | 1 - 0   | Oualid Ardji 60e                                                                                      | Rapport   |
| 44e | 2022-2023 | ES Sétif - CS Constantine | Stade du 8-Mai-1945          | 0 - 0   | - |           |
| 45e | 2022-2023 | CS Constantine - ES Sétif | Stade Ben Abdelmalek Ramdane | 2 - 0   | A.Khaldi 4e Oualid Ardji 37e                                                                          |           |
| 46e | 2023-2024 | ES Sétif - CS Constantine | Stade du 8-Mai-1945          | 2 - 1   | Lahmeri 11e (pen.) Chikhi 29e / Rebiaï 5e                                                             |           |
| 47e | 2023-2024 | CS Constantine - ES Sétif | Stade Ben Abdelmalek Ramdane | 1 - 2   | Mohamed Amine Benmessabih 78e / Moulay Abdelaziz Abdelkader 59e 75e                                   |           |
| 48e | 2024-2025 | CS Constantine - ES Sétif | Stade Ben Abdelmalek Ramdane | 2 - 1   | Feth-Allah Tahar 6e, Belhocini 40e / Bacha 6e                                                         |           |
| 49e | 2024-2025 | ES Sétif - CS Constantine | Stade du 8-Mai-1945          |         | |           |

Coupe d'Algérie:
| N°  | Saison    | Tour                | Rencontre                           | Lieu  | Score             | Buteurs                                | Réf     |
| --- | --------- | ------------------- | ----------------------------------- | ----- | ----------------- | -------------------------------------- | ------- |
| 1re | 2006-2007 | Huitièmes de finale | ES Sétif (D1) - CS Constantine (D2) | Batna | 1 - 0             | Dembri 79e                             |         |
| 2e  | 2013-2014 | Huitièmes de finale | ES Sétif (D1) - CS Constantine (D1) | Sétif | 1 - 1 (0 - 3 tab) | Boulemdaïs 42e / Demmou 76e            | Rapport |
| 3e  | 2019-2020 | 1/8 de finale       | ES Sétif (D1) - CS Constantine (D1) | Sétif | 2 - 1             | Touré 48e, Boussouf 83e / Benayada 40e | Rapport |
| 4e  | 2023-2024 | Seizièmes de finale | ES Sétif (D1) - CS Constantine (D1) | Sétif | 1 - 1 (8 - 9 tab) | A. Oukil 32e / A. Meye 75e             |         |

Coupe de la Ligue:
| N°  | Saison    | Rencontre                          | Lieu | Score | Buteurs | Référence |
| --- | --------- | ---------------------------------- | ---- | ----- | ------- | --------- |
| 1re | 1999-2000 | CS Constantine (D2)- ES Sétif (D1) |      | 0 - 0 | /       | Source    |

Ligue 2:
| N°  | Saison    | Rencontre                 | Lieu                  | Score         | Buteurs | Référence |
| --- | --------- | ------------------------- | --------------------- | ------------- | ------- | --------- |
| 1re | 1988-1989 | ES Sétif - CS Constantine | Stade du 8-Mai-1945   | 3 - 1         |         |           |
| 2e  | 1988-1989 | CS Constantine - ES Sétif | Stade Chahid-Hamlaoui | 0 - 3 Forfait | -       |           |

## Statistiques
- Rivalité :

| Catégories                  | Matches joués | Victoires ESS | Nuls | Victoires CSC | Buts ESS | Buts CSC |
| --------------------------- | ------------- | ------------- | ---- | ------------- | -------- | -------- |
| Ligue 1                     | 48            | 20            | 11   | 17            | 59       | 52       |
| Coupe d'Algérie             | 4             | 2             | 2    | 0             | 5        | 3        |
| Coupe de la Ligue d'Algérie | 1             | 0             | 1    | 0             | 0        | 0        |
| Ligue 2                     | 2             | 2             | 0    | 0             | 6        | 1        |
| TOTAL                       | 55            | 24            | 14   | 17            | 70       | 56       |

Nb: Le résultat du match saison 1971-1972 en championnat est 2-1 selon le livre Archives Football Algerien.

### Série d'invincibilité
La meilleure série d'invincibilité de chaque club, dans toutes les compétitions (Ligue1, Coupe d'Algérie, Coupe de la ligue, Ligue2).
| Club           | Du               | Au               | Série               |
| CS Constantine | 1999 CSC 2-1 ESS | 2005 CSC 1-0 ESS | 7 matchs (4V - 3N)  |
| ES Sétif       | 1979 ESS 1-1 CSC | 1990 ESS 1-0 CSC | 6 matchs (4V - 2N)* |

*Inclus deux matchs en Ligue 2.

### Meilleurs buteurs
Liste des meilleurs buteurs du derby, depuis 2000.
| # | Joueur               | Club           | Buts |
| - | -------------------- | -------------- | ---- |
| 1 | Issaad Bourahli      | ES Sétif       | 3    |
| - | Mohamed Dahmane      | CS Constantine | 3    |
| - | Mohamed Amine Aoudia | ES Sétif       | 3    |
| - | Akram Djahnit        | ES Sétif       | 3    |
| - | Mohamed Lamine Abid  | CS Constantine | 3    |
| 2 | Amer Belakhdar       | CS Constantine | 2    |
| - | Hamza Boulemdaïs     | CS Constantine | 2    |
| - | Mohamed Benyettou    | ES Sétif       | 2    |
| - | Mourad Meghni        | CS Constantine | 2    |
| - | Miloud Rebiaï        | ES Sétif       | 2    |
| - | Ahmed Kendouci       | ES Sétif       | 2    |

### Records et dates importantes
- Le premier match officiel entre les deux équipes en championnat est en 1970-71.
- Plus large victoire du ESS en championnat : 6-2, lors de la saison 1977-1978.
- Plus large victoire du CSC en championnat : 4-0, lors la saison 1990-1991.
- Plus large victoire du ESS à Constantine en championnat : 1-2, lors de la saison 2014-2015.
- Plus large victoire du CSC à Sétif en championnat : 1-3, lors de la saison 2012-2013.
- La plus longue série de derby sans défaite pour le CSC est de 7 matchs entre 1999 et 2005.
- La plus longue série de derby sans défaite pour l' ESS est de 6 matchs entre 1979 et 1990.
- La plus longue série de victoires consécutives pour le CSC: 3 victoires.
- La plus longue série de victoires consécutives pour le ESS: 3 victoires.
- Le CSC a remporté le match en aller-retour 1 fois, lors de la saison 2004-2005.
- L' ESS a remporté le match en aller-retour 2 fois, en 2014-2015 et en 2020-2021.
- À Sétif, le CSC a remporté 2 victoires (en 2004-2005 et en 2012-2013), et 1 qualification en coupe d'Algérie après les t.a.b en 2013-2014.
- À Constantine, l' ESS a remporté 1 victoires (en 2014-2015), et 1 victoire au Khroub (en 2020-2021).
- Doublés
  - Mehellel (ESS) saison 1998-1999.
  - Issaad Bourahli (ESS) saison 2005-2006.
  - Mohamed Dahmane (CSC) saison 2011-2012.
  - Amar Belakhdar (CSC) saison 2012-2013.
  - Mourad Meghni (CSC) saison 2016-2017.
  - Miloud Rebiaï (ESS) saison 2018-2019.
  - Mohamed Lamine Abid (CSC) saison 2019-2020.

## Transferts[49]
- De Constantine à Sétif

| Nom                  | Année |
| -------------------- | ----- |
| Réda Mattem          | 1997  |
| Issaad Bourahli      | 1998  |
| Adel Maïza           | 2005  |
| Hamza Zeddam         | 2007  |
| Mohamed Khoutir Ziti | 2012  |
| Hamza Boulemdaïs     | 2016  |

- De Sétif à Constantine

| Nom               | Année |
| ----------------- | ----- |
| Réda Mattem       | 1995  |
| Nadjib Ghoul      | 2014  |
| El Hadi Belameiri | 2016  |
| Toufik Zerara     | 2016  |
| Said Arroussi     | 2017  |
| Sid Ali Lamri     | 2017  |